# Rywa Kwiatkowska
Rywa Kwiatkowska, właśc. Rywka Kwiatkowska-Pinchasik (ur. 1920 w Łodzi, zm. 1991?) – polsko-żydowska poetka i pisarka tworząca w jidysz.

## Życiorys
Urodziła się w 1920 roku w Łodzi, otrzymała tradycyjną edukację. Należała do syjonistycznej organizacji Gordonia. Podczas II wojny światowej, w getcie łódzkim udzielała się w grupie literackiej związanej z Miriam Ulinower, po czym kolejno znalazła się w obozach koncentracyjnych Auschwitz, Stutthof i w Kokoszkach. Następnie spędziła około rok w moskiewskim szpitalu, gdzie leczono jej odmrożone ręce. Do Łodzi powróciła w 1946 roku, w kraju dołączyła do Związku Literatów i Dziennikarzy Żydowskich w Polsce. W 1949 roku dokonała aliji. Została wyróżniona nagrodą im. I. Bimko (1964) oraz nagrodą im. Pinskiego (1974). Zmarła prawdopodobnie w 1991 roku.   

## Twórczość
Spisała m.in. wspomnienia z obozu koncentracyjnego i zbeletryzowany dziennik z getta. Jej wiersze i opowiadania ukazywały się na łamach polskich „Dos Naje Lebn”, „Jidisze Szriftn”, „Bafrajung” i „Fołks Sztyme”. Jej twórczość można było znaleźć także w prasie angielskiej oraz izraelskiej (m.in. w „Najwelt”, „Problemen”, czy „Folksblat”). Utwory Kwiatkowskiej pojawiły się również m.in. w antologiach Oblicza getta. Antologia tekstów z getta łódzkiego (2017), Moja dzika koza. Antologia poetek jidysz (2018) oraz Nowe życie? Antologia literatury jidysz w powojennej Łodzi (1945–1949) z 2018 roku.
W 2014 roku wokalistka i pianistka Gaba Kulka utworzyła projekt muzyczny Rywa, w ramach którego artystka wkomponowała wiersze Kwiatkowskiej w kontekst muzyki współczesnej. Część słów śpiewana była w jidysz, część po polsku. Projekt miał premierę na festiwalu Nowa Muzyka Żydowska.   

## Dzieła
- Fun lager cu lager („Z obozu do obozu”), 1950[1]
- Hent, 1956[4]
- In zichere hent, 1965[4]
- Tojznt mol farwos? A togbuch fun a jingl fun lodżer geto („Po tysiąckroć: dlaczego? Dziennik chłopca z getta łódzkiego”), 1971[1]
- Cwiszn Karmel un jam, 1975[4]
- Di lecte – di erszte wern. Lider un poemes („Być ostatnią – pierwszą. Wiersze i poematy”), 1980[1]